# شورلت کلرادو
شورلت کلرادو (به انگلیسی: Chevrolet Colorado) یکی از مدل‌های وانت سنگین کمپانی شورلت است.